# Provo Wallis
Ammiraglio della flotta Provo William Parry Wallis (Halifax, 12 maggio 1791 – Funtington, 13 febbraio 1892) è stato un ammiraglio britannico, ultimo britannico della guerra anglo-americana del 1812 al momento della sua morte.

## Biografia
Nato nel 1791 a Halifax in Nuova Scozia nell'odierno Canada, suo padre era un impiegato presso il Royal Naval Dockyard di Halifax, l'arsenale militare britannico della città, Provo a soli quattro anni nel 1795 fece il suo primo viaggio in mare a bordo della Oiseau come marinaio semplice, dal 1796 al 1798 viaggiò nella fregata Prevoyante e poi sulla Asia e infine venne assegnato alla Cleopatra dove venne promosso guardiamarina.
Wallis era un tenente a bordo della sloop-of-war Curieux quando il 22 settembre 1809, mentre era sotto il comando temporaneo del tenente Henry George Moysey, la nave si arenò e naufragò sulla costa di Guadalupa, colonia francese. Fortunatamente tutto l'equipaggio venne salvato e il tenente John Felton che era l'ufficiale di guardia venne condannato per negligenza e licenziato dal servizio. Wallis divenne poi tenente di fregata a bordo della Shannon nel 1811 e durante la guerra anglo-americana del 1812 fu quasi sempre a comando della Shannon.
Il 7 luglio 1813 venne nominato Capitano di fregata a soli 22 anni per i suoi meriti in guerra. Nel 1819 venne nominato Capitano ma rimase senza una nave da comandare fino al 1824, quando per due anni comandò la Niemen stazionata nell'arsenale di Halifax, per poi passare alla Madagascar stazionata nelle Indie orientali nel 1838-1839 e poi la Warspite nel Mediterraneo dal 1843 al 1846. Venne promosso retroammiraglio il 27 agosto 1851 e comandante in capo della flotta britannica a Stabroek (odierna Georgetown) nella Guyana britannica, ma poi venne nominato Ammiraglio di squadra e richiamato ad Halifax per qualche mese.
Il 18 maggio 1860 ricevette l'Ordine del Bagno e il venne nominato Ammiraglio il 2 marzo 1863.
L'11 dicembre 1877 venne nominato Ammiraglio della flotta, il più alto rango della Royal Navy dalla regina Vittoria a 86 anni d'età, sempre nel 1877 si ritirò dal servizio dopo 77 anni di carriera. Morì nella sua casa di campagna a Funtington nell'East Sussex in Inghilterra nel 1892 all'età di cento anni.